# Naturschutzgebiet Rehhecke
Das Naturschutzgebiet Rehhecke mit einer Größe von 1,6 ha liegt südlich von Nordenau im Stadtgebiet von Schmallenberg. Das Gebiet wurde 2008 mit dem Landschaftsplan Schmallenberg Südost durch den Hochsauerlandkreis als Naturschutzgebiet (NSG) ausgewiesen.

## Gebietsbeschreibung
Beim NSG handelt es sich um einen Wacholderhain. Im Wacholderhain finden sich einzelne alte, vieltriebige und kurzschäftige Rotbuchen. Der Boden ist teilweise von Borstgrasrasen und Zwergstrauchheide bedeckt. 

## Pflanzenarten im NSG
Im NSG kommen seltene Tier- und Pflanzenarten vor. Auswahl vom Landesamt für Natur, Umwelt und Verbraucherschutz Nordrhein-Westfalen dokumentierter Pflanzenarten: Besenheide, Blutwurz, Borstgras, Harzer Labkraut, Heidelbeere, Kleiner Sauerampfer, Rotschwingel, Salbei-Gamander und Wacholder.

## Schutzzweck
Das NSG soll den  Wacholderhain mit Arteninventar schützen.
Wie bei allen Naturschutzgebieten in Deutschland wurde in der Schutzausweisung darauf hingewiesen, dass das Gebiet „wegen der Seltenheit, besonderen Eigenart und Schönheit des Gebietes“ zum Naturschutzgebiet wurde.